# Bidarkatte, Mandya
Bidarkatte là một làng thuộc tehsil Mandya, huyện Mandya, bang Karnataka, Ấn Độ.